# داژو
داژو (به لاتین: Dazhou) یک شهر مرکزی در جمهوری خلق چین است که در سیچوآن واقع شده‌است.